# منتخب غينيا الاستوائية لكرة الصالات
منتخب غينيا الاستوائية لكرة الصالات هو ممثل غينيا الاستوائية الرسمي في المنافسات الدولية في كرة الصالات
.